# Kati Kovács (chanteuse)
Dans le nom hongrois Kovács Kati, le nom de famille précède le prénom, mais cet article utilise l’ordre habituel en français Kati Kovács, où le prénom précède le nom.
Pour les articles homonymes, voir Kati Kovács et Kovács.
Kati Kovács (née le 25 octobre 1944) est une chanteuse, parolière et actrice hongroise.
Elle est l'une des chanteuses hongroises les plus populaires avec des dizaines d'albums enregistrés, ayant remporté de nombreuses récompenses en Hongrie et à l'international, et ayant jusqu'à aujourd'hui une carrière très active.
Kovács est notamment connue pour sa voix mezzo-soprano rauque et grave qui lui vaut le surnom de « La plus belle voix féminine de Hongrie ». Elle dispose d'un répertoire varié, allant de l'opéra au rock, de la pop à la dance en passant par le blues et le rock and roll.

## Albums
| Année | Titre original                                              | Titre en anglais                       | Label            | Catalogue       | Format     | Type        | Pays               | Réédition                               |
| ----- | ----------------------------------------------------------- | -------------------------------------- | ---------------- | --------------- | ---------- | ----------- | ------------------ | --------------------------------------- |
| 1970  | Suttogva és kiabálva                                        | Whispering and Shouting                | Qualiton         | SLPX 17411      | LP         | Studio      | Hongrie            | 2018 CD                                 |
| 1972  | Autogram helyett                                            | Instead of Autograph                   | Pepita           | SLPX 17445      | LP         | Studio      | Hongrie            | 2018 CD                                 |
| 1974  | Kovács Kati & Locomotiv GT                                  | Kovács Kati & Locomotiv GT             | Pepita           | SLPX 17472      | LP         | Studio      | Hongrie            | 1983 Krém LP, MC 1994 Hungaroton CD, MC |
| 1974  | Kati Kovács                                                 | Kati Kovács                            | Amiga            | 8 55 359        | LP         | Studio      | Allemagne de l'est |                                         |
| 1975  | Intarzia                                                    | Inlay                                  | Pepita           | SLPX 17495      | LP         | Studio      | Hongrie            |                                         |
| 1976  | Közel a naphoz                                              | Close to the Sun                       | Pepita           | SLPX 17496      | LP         | Studio      | Hongrie            | 1995 Hungaroton CD, MC                  |
| 1976  | Kati                                                        | Kati                                   | Amiga            | 8 55 452        | LP         | Studio      | Allemagne de l'est |                                         |
| 1976  | Rock and Roller                                             | Rock and Roller                        | Pepita           | MK 7008         | MC         | Compilation | Hongrie            |                                         |
| 1977  | Csendszóró                                                  | Silentophone                           | Pepita           | SLPX 17526      | LP, MC     | Studio      | Hongrie            |                                         |
| 1978  | Kovács Kati / Szörényi Levente / Adamis Anna: Életem lemeze | The Record of My Life                  | Pepita           | SLPX 17553      | LP, MC     | Studio      | Hongrie            | 1994 Hungaroton CD, MC                  |
| 1979  | Szívemben zengő dal                                         | A Song Resounding in My Heart          | Pepita           | SLPX 17581      | LP, MC     | Studio      | Hongrie            |                                         |
| 1980  | Kovács Kati Tíz                                             | Kati Kovács Ten                        | Pepita           | SLPX 17630      | LP, MC     | Studio      | Hongrie            |                                         |
| 1983  | Érj utol                                                    | Catch Me                               | Favorite         | SLPM 17824      | LP, MC     | Studio      | Hongrie            |                                         |
| 1985  | Szerelmes levél indigóval                                   | Love Letter written by Indigo          | Favorite         | SLPM 17893      | LP, MC     | Studio      | Hongrie            |                                         |
| 1985  | Álmodik az állatkert                                        | Dreaming of the zoo                    | Hungaroton       | SLPM 14033      | LP         | Studio      | Hongrie            |                                         |
| 1986  | Kívánságműsor                                               | Request Programme                      | Favorite         | SLPM 37030      | LP, MC     | Compilation | Hongrie            |                                         |
| 1989  | Kell néha egy kis csavargás                                 | Must sometimes a little truancy        | Hungaroton       | SLPM 17715      | LP, MC     | Studio      | Hongrie            |                                         |
| 1990  | Szólj rám, ha hangosan énekelek                             | Tell Me if I am Singing Too Loud       | Profil           | HCD 37348       | CD         | Compilation | Hongrie            | 1999 CD, MC                             |
| 1992  | A Kovács Kati                                               | The Kati Kovács                        | Hungaroton       | SLPM 37578      | LP, CD, MC | Compilation | Hongrie            |                                         |
| 1992  | Forgószél                                                   | Whirlwind                              | Craft Records    | CR 003          | CD, MC     | Studio      | Hongrie            |                                         |
| 1992  | Megtalálsz engem                                            | Find me                                | Hangszó Records  | MK 002          | MC         | Compilation | Hongrie            |                                         |
| 1996  | Love Game / Vangelis 1492                                   | Love Game / Vangelis 1492              | Ka-Ti Bt.        | KKCD 001        | CD, MC     | Studio      | Hongrie            |                                         |
| 1997  | Különös utakon                                              | Particularly Roads                     | Eurovoice        | KKCD 002        | CD         | Studio      | Hongrie            |                                         |
| 1999  | A magyar tánczene csillagai 2.                              | The Stars of the Hungarian Dance Music | Reader's Digest  | RM-CD9905-02    | CD, MC     | Compilation | Hongrie            |                                         |
| 1999  | Édesanyámnak szeretettel                                    | To My Mother with Love                 | Eurovoice        | KKCD 003        | CD, MC     | Studio      | Hongrie            |                                         |
| 2000  | Kincses sziget                                              | Treasure Island                        | Eurovoice        | KKCD 004        | CD, MC     | Studio      | Hongrie            |                                         |
| 2002  | Gyere, szeress!                                             | Come and Love Me                       | Eurovoice        | KKCD 005        | CD, MC     | Studio      | Hongrie            |                                         |
| 2007  | Die großen Erfolge                                          | Greatest Hits                          | Sony BMG / Amiga | 88697073362     | CD, MC     | Compilation | Allemagne          |                                         |
| 2011  | Találkozás egy régi szerelemmel                             | Greatest Hits 1965–1991                | Reader's Digest  | 20229111        | 4 CD       | Compilation | Hongrie            |                                         |
| 2014  | Nem leszek a játékszered                                    | Greatest Hits                          | Hungaroton       | HCD71291        | CD         | Compilation | Hongrie            |                                         |
| 2015  | Napfényes álom                                              | Greatest Hits                          | Reader's Digest  | GB-CD150119-1-3 | 3CD        | Compilation | Hongrie            |                                         |

## Filmographie partielle
- 1968 : Cati (Eltávozott nap) de Márta Mészáros
- 1968 : Ah ! ça ira (Fényes szellek) de Miklós Jancsó
- 1977 : Elles deux (Ök ketten) de Márta Mészáros
- 1988 : Miss Arizona de Pál Sándor

## Récompenses
- Prix de l'Étoile de l'année (Star of the year) de la revue Music Week (Royaume-Uni) en 1974
- Prix Franz Liszt en 1986
- Ordre du Mérite hongrois – Faite chevalier en 1994
- Ordre du Mérite hongrois – Faite officier en 2011
- Citoyen d'honneur de Budapest en 2011
- Prix Kossuth en 2014

## Galerie

Portraits de Kati Kovács
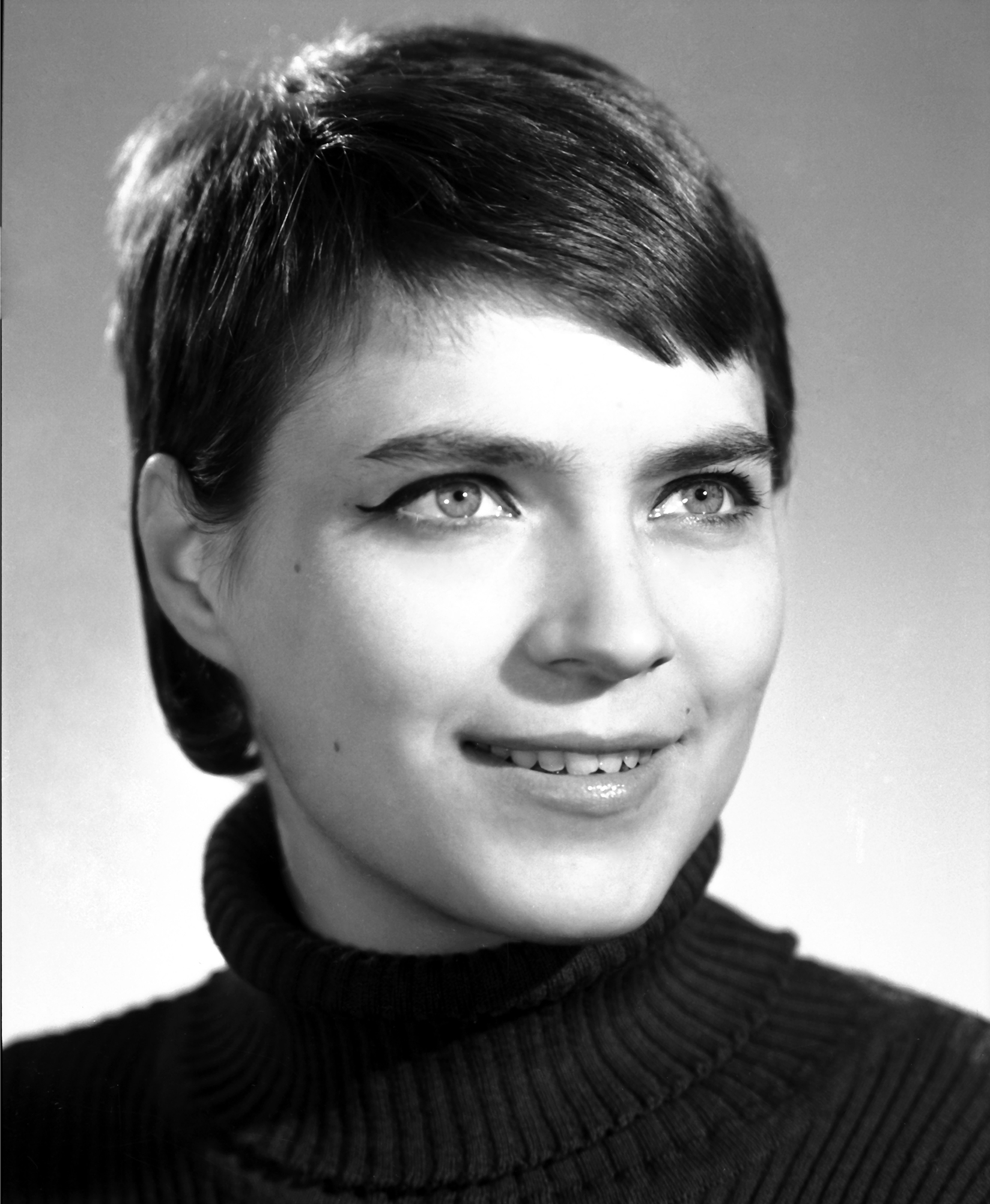
Années 1960
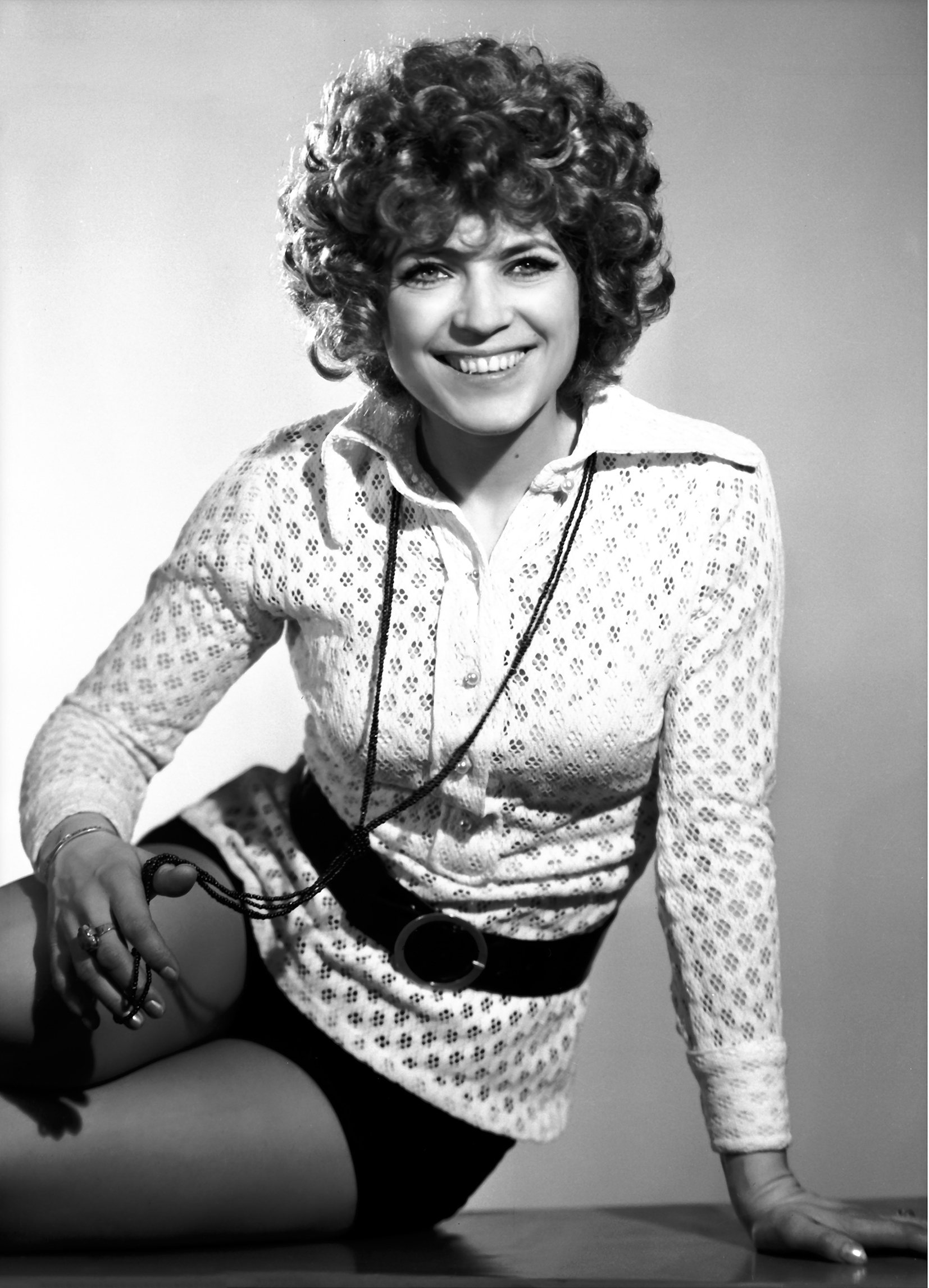
Années 1970
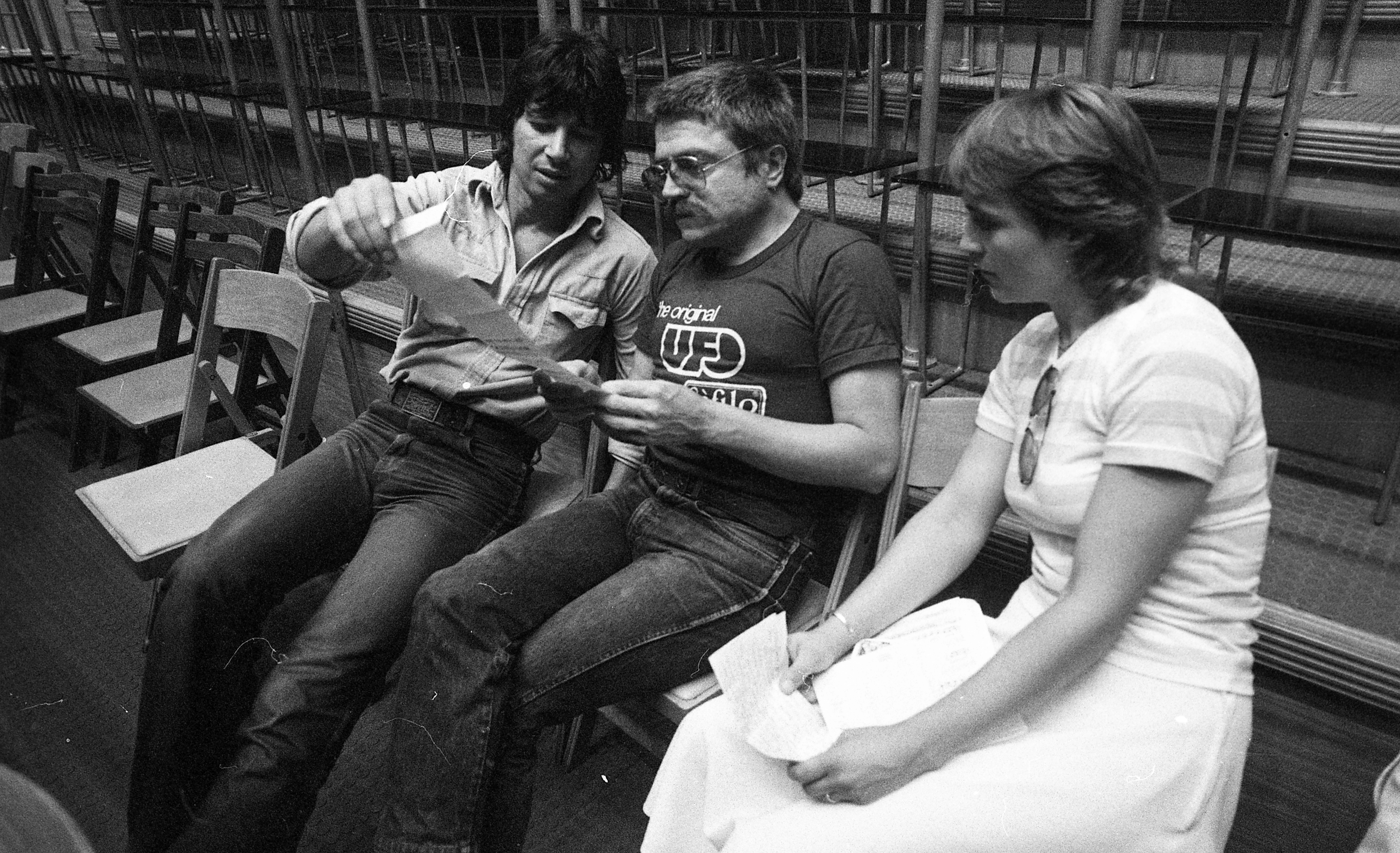
Avec János Bródy et Levente Szörényi en 1978.